# Ernst Kantorowicz (Sozialpädagoge)
Ernst Kantorowicz (auch: Ernst Kantorowitz; geboren 16. September 1892 in Forst (Lausitz); gestorben im Oktober 1944 im Konzentrationslager Auschwitz) war ein deutscher Jurist, Kommunalbeamter, Hochschullehrer, Pionier der Erwachsenenbildung. Gleich nach der Machtergreifung 1933 wurde Kantorowicz als Jude verfolgt. Obschon er aus Deutschland geflüchtet war, wurden die Deutschen in den Niederlanden seiner habhaft und ermordeten ihn im KZ Auschwitz.

## Leben
Ernst Kantorowicz wurde als Sohn eines jüdischen Arztes geboren. Seine Familie übersiedelte mit ihm als Kleinkind 1894 nach Hannover, wo er bis zu seinem Abitur lebte.
Kantorowicz studierte Rechtswissenschaften in Lausanne an der dortigen Universität sowie in Berlin und in Heidelberg an der Ruprecht-Karls-Universität. 1917 schloss er seine Studien mit der Promotion in Göttingen an der Georg-August-Universität zum Thema Methodologische Studie über den Zugangsbegriff (§ 130 BGB) ab.
Kantorowicz kehrte 1919 für kurze Zeit nach Hannover zurück und war dort „[...] vermutlich Mitglied eines sogenannten Rates geistiger Arbeiter“. Im Februar desselben Jahres veröffentlichte er seine Bemerkungen über das öffentliche Musikleben Hannovers in der Zeitschrift Das Hohe Ufer, ein spätexpressionistisches Monatsblatt, das im Umfeld der Kestnergesellschaft durch Ludwig Ey verlegt und von Hans Kaiser herausgegeben wurde.
Von 1920 bis 1930 wirkte Ernst Kantorowicz als Assessor des Magistrats in Kiel, leitete dort unter anderem das Jugendamt sowie die Kieler Volkshochschule. 1930 zog er nach Frankfurt am Main um, wo er am Berufspädagogischen Institut Frankfurt am Main als Professor für Staatsbürgerkunde und Sozialwissenschaften lehrte. Zu dieser Zeit wurde Kantorowicz Mitglied der SPD.
Nach der Machtergreifung durch die Nationalsozialisten wurde Ernst Kantorowicz aufgrund des Gesetzes zur Wiederherstellung des Berufsbeamtentums bereits im April 1933 seiner Frankfurter Ämter enthoben.
Während der Novemberpogrome 1938 wurde Kantorowicz zum ersten Mal verhaftet und in das Konzentrationslager Buchenwald deportiert. Nach seiner Entlassung emigrierte er in die Niederlande. Laut dem Deutschen Reichsanzeiger wurde er am 15. April 1940 ausgebürgert.
In den Niederlanden wurde Ernst Kantorowicz 1940 in Amsterdam ein weiteres Mal verhaftet und dann über das KZ Bergen-Belsen in das Ghetto Theresienstadt verschleppt. Dort weigerte er sich, auf Befehl der SS an der Selektion von Juden teilzunehmen, die für die Deportation in das KZ Auschwitz bestimmt werden sollten. Aus diesem Grunde wurde Ernst Kantorowicz am 16. Oktober 1944 selbst nach Auschwitz deportiert. Mit dem Todesdatum 18. Oktober 1944 wurde er für tot erklärt. Ähnlich verlief das Schicksal seiner Frau Margarete (1903 – 10. April 1945) und das von Margaretes Tochter Marion Ellen aus erster Ehe (geborene Levita; 19. April 1928 – 10. April 1945), die beide in Bergen-Belsen während der Räumung des Lagers zu Tode kamen.  Margaretes Sohn F. Levita (ebenfalls aus der ersten Ehe) überlebte den Holocaust.
Im Frankfurter Stadtteil Ginnheim, vor dem Haus Fuchshohl 67, dem letzten Frankfurter Wohnsitz der Familie Kantorowicz, erinnern drei Stolpersteine an das Schicksal der Familie.

## Schriften (Auswahl)
- Methodologische Studie über den Zugangsbegriff (§ 130 BGB). Juristische Dissertation an der Universität Göttingen, Hannover: Helwingsche Verlagsbuchhandlung, 1917; Inhaltsverzeichnis
- Bemerkungen über das öffentliche Musikleben Hannovers. In: Hans Kaiser (Hrsg.): Das Hohe Ufer, Hannover: Verlag Ludwig Ey, Ausgabe Februar 1919.
- Leitfaden für Jugendämter und Jugendschöffen in der Jugendgerichtshilfe, hrsg. im Auftrag des Provinz Wohlfahrtsamtes für die Provinz Schleswig-Holstein mit Em. Altenloh, Argelandersche Verlagsbuchhandlung, Meldorf 1923.
- Leitfaden für Jugendschöffen (= Schriftenreihe der Deutschen Vereinigung für Jugendgerichte und Jugendgerichtshilfen, Heft 73). Verlag A. Herbig, Berlin 1926, (Weitere Auflagen)
- Mit Heinrich Webler u. a. Hrsg.: Jahrbuch des Jugendrechts.  Carl Heymanns, Berlin. Ab 1930. (Das Jahrbuch wurde 1934 eingestellt)